# Vöröshasú halkapó
A vöröshasú halkapó (Chloroceryle inda) a madarak osztályának szalakótaalakúak (Coraciiformes) rendjébe és a jégmadárfélék (Alcedinidae) családjába tartozó faj.
A magyar név forrás nincs megerősítve.

## Előfordulása
Bolívia, Brazília, Kolumbia, Costa Rica, Ecuador, Francia Guyana, Nicaragua, Panama, Paraguay, Peru, Suriname és Venezuela területén honos. Jelenléte Hondurasban bizonytalan.

## Megjelenése
Testhossza 24 cm, tömege 60 g. A faj onnan kapta a nevét, hogy a hímnek vörös hasa van. Egy tipikus jégmadár, a csőre hosszú, a farka rövid.
|  |

## Életmódja
Tápláléka halak és rákok.